# Tourist Cycle & Motor Works

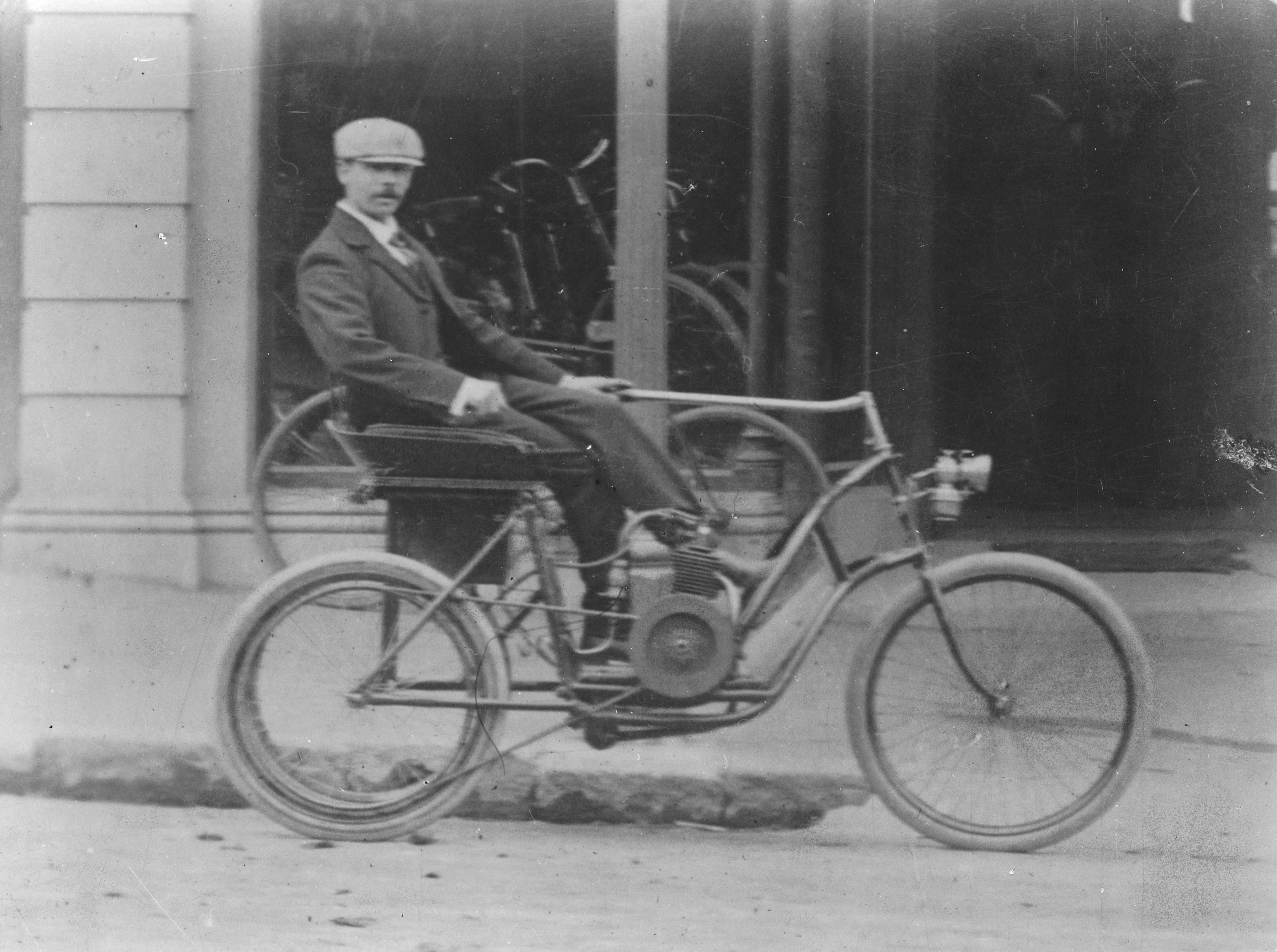
Dreirad von 1901

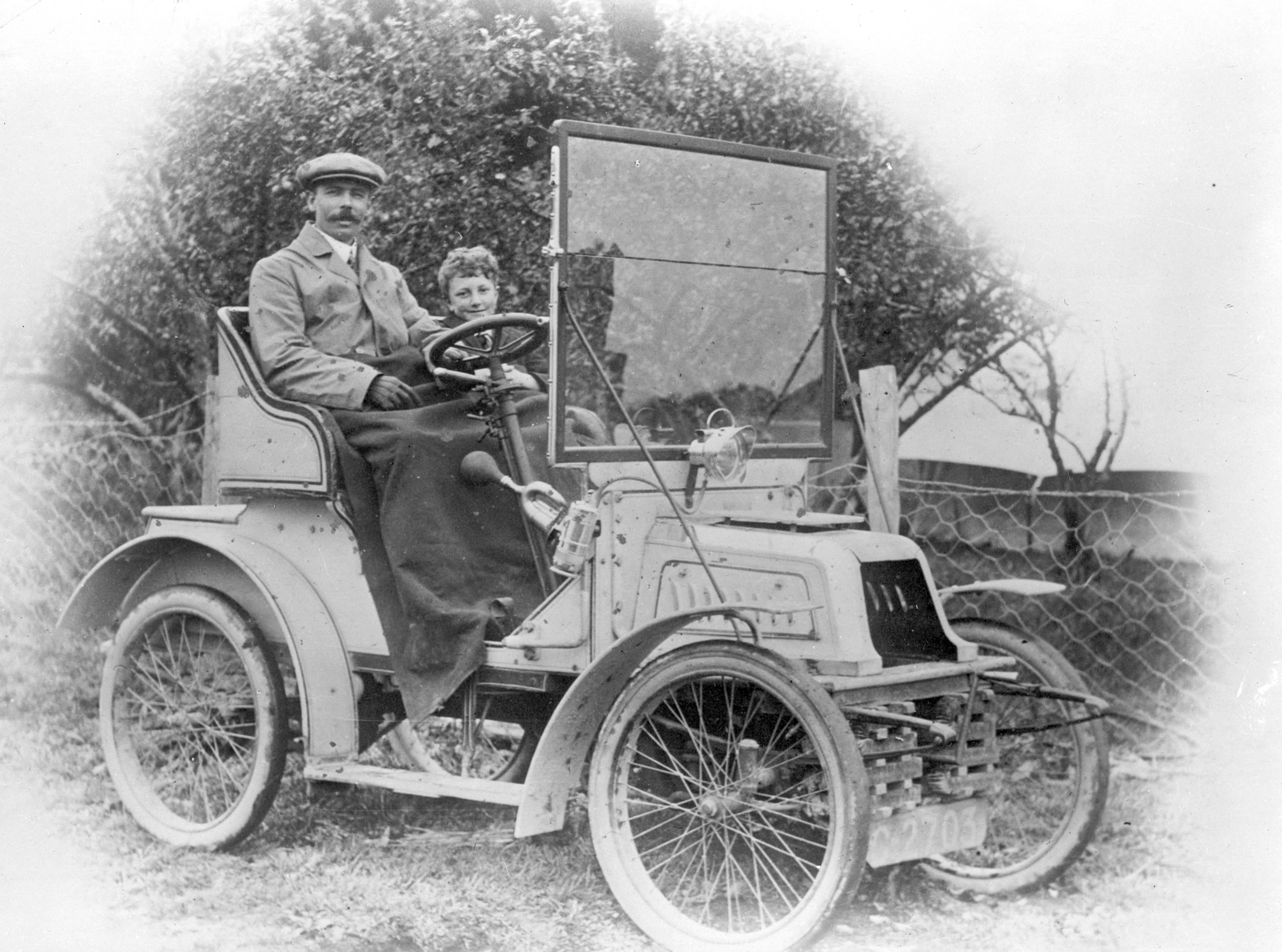
Voiturette von 1903

Tourist Cycle & Motor Works war ein neuseeländischer Hersteller von Automobilen.

## Unternehmensgeschichte
Cecil W. Wood gründete 1894 das Unternehmen in Timaru zur Fahrradproduktion. 1901 begann die Produktion von Automobilen, die 1903 endete. Der Markenname lautete Wood. Als Importeur von Automobilen bestand das Unternehmen bis in die 1930er Jahre.

## Automobile
1901 entstand ein Dreirad. Ein Motor mit 2 PS Leistung trieb das Fahrzeug über Riemen an.
Aus 1902 ist ein Zweisitzer mit einem 8-PS-Motor überliefert.
Letztes Modell war 1903 eine Voiturette. Der Motor leistete 4 PS. Das Getriebe hatte zwei Gänge. Die Höchstgeschwindigkeit war mit 24 km/h angegeben.